# VideoAge International
VideoAge International é uma revista especializada em TV com sede em Nova York, com escritórios em Los Angeles, Califórnia, e Milão, na Itália. Conhecido simplesmente como VideoAge, ela é publicado pela TV Trade Media, Inc. Possui sete publicações por ano. Também publica jornais durante as principais feiras internacionais de TV.